# Arno Bruchardt
Arno Friedrich Bruchardt (* 29. April 1883 in Leipzig; † 26. August 1945 ebenda) war ein deutscher Schriftsetzer und Politiker (SPD, USPD).

## Leben und Wirken
Bruchardt war ein Sohn des Wilhelm Bruchardt und seine Ehefrau Jenny, geb. Walter. Nach dem Besuch der Volksschule in Leipzig erlernte Bruchardt das Schriftsetzerhandwerk. Um die Jahrhundertwende trat er in die Sozialdemokratische Partei Deutschlands (SPD) ein. 1917, während des Ersten Weltkriegs, schloss Bruchardt sich der Unabhängigen Sozialdemokratischen Partei Deutschlands (USPD) an, einer Parteiabspaltung der SPD, die sich vor allem aus Vertretern des linken Flügels der SPD rekrutierte, die die Kriegspolitik der SPD-Führung ablehnten. In der USPD wurde Bruchardt Bezirksvorsteher im Agitationsbezirk Chemnitz.
Am 1. Mai 1919 trat Bruchardt in die Redaktion der Chemnitzer Volkszeitung ein. Er wurde Mitglied der Weimarer Nationalversammlung. Bei der Reichstagswahl vom Juni 1920 zog er als Reichswahlvorschlag der USPD in den Reichstag ein, dem er bis zur Wahl vom Mai 1924 angehörte. Bereits 1922 war er allerdings zur SPD zurückgekehrt, deren Reichstagsfraktion er sich nun auch anschloss. In den Jahren 1924/25 amtierte Bruchardt als Parteisekretär der SPD in Eisenach. Danach verlegte er sich auf das Verfassen von politischen und gewerkschaftlichen Abhandlungen. Außerdem trat er als Parteiredner in Dresden auf.
Anfang 1934, knapp ein Jahr nach dem Machtantritt der Nationalsozialisten, wurde Bruchardt verhaftet und im Konzentrationslager Sachsenburg inhaftiert. Später wurde er dem Amtsgericht Frankenhausen zur Aburteilung überstellt. Den Recherchen Wilhelm Heinz Schröders zufolge wurde er zwischen Oktober 1935 bis 1937 erneut im KZ Sachsenburg gefangen gehalten. 
Nach Kriegsende setzte die alliierte Besatzungsverwaltung Burchardt im April 1945 als Bürgermeister von Wiederitzsch ein. Diesen Posten hatte er bis Juli 1945 inne. Er starb im August 1945.
Seit dem 1. Oktober 1945 trägt die Arno-Bruchardt-Straße in Leipzig (zuvor Körnerstraße) zur Erinnerung an Bruchardts Leben und politische Tätigkeit seinen Namen.

## Ehe und Familie
Bruchardt war verheiratet mit Anna Henschel.

## Schriften
- Das Chemnitzer Blutbad am 7. und 8. August 1919. Von der Lebensmitteldemonstration zum Strassenkampf. Eine kritische Darlegung ..., Leipziger Buchdruckerei Akt. Ges., Leipzig 1919 (Digitalisat).